# Lluhay
El Lluhay, también conocido como  Lluaya, Lluhaya, Yuayua, Yuhay, es un animal fantástico presente en la mitología chilota.

## Descripción
Este extraño animal sería un reptil de más o menos un metro de longitud, que se caracterizaría por ser inmortal. Tendría dos grandes colmillos y presentaría una piel similar a la plata; lo cual le daría una apariencia de extraordinaria belleza.  

## Leyenda
Según la leyenda, se dice que el Lluhay es un mítico animal con una vida eterna, el cual sería muy escaso y apreciado, y por ello sería heredado de generación en generación solo por algunas pocas y privilegiadas familias de campesinos de Chiloé. 
Estos míticos animales serían un tipo de criatura muy difícil de hallar y atrapar, y quienes dicen poseer o haber poseído uno, indican que su posesión permitiría aumentar la fortuna y suerte de sus dueños; siendo por ello envidiados por otros campesinos. Sin embargo esta fortuna sería conseguida de mala forma, ya que se dice que aunque el Lluhay en el día debe ser alimentado con leche, en las noches, prefiere alimentarse de los tubérculos de las plantas de papas; por lo cual su dueño le dejaría atacar los cultivos de los agricultores vecinos, arruinando las siembras de papas de estos. De esta manera mientras las plantaciones de papas de los vecinos producen poco o ninguna cosecha, en cambio las de su dueño logran estar a salvo del ataque del Lluyay, y así rinden sin ningún problema; logrando vender toda su producción, ganando con ello mucho dinero. Así, a diferencia del Vilpoñi, el ataque a las cosechas de sus vecinos es un hecho que no podría ser evitado por el dueño; ya que si el Lluhay no se alimenta de papas, abandona a su dueño y no vuelve.